# Stelle Scure
Le prime Stelle Scure (Darkstars) erano un gruppo di poliziotti intergalattici pubblicati dalla DC Comics. Furono introdotti in Darkstars n. 1 (ottobre 1992), e furono creati da Michael Jan Friedman e Mike Collins. La serie ebbe una durata di 39 numeri, che terminò con il n. 38 (gennaio 1996), e con un n. 0 (ottobre 1994) pubblicato tra il n. 24 e il n. 25 durante gli eventi del crossover "Ora zero".
In Italia alcuni numeri della serie sono stati pubblicati su Lobo (ed. Play Press) a partire dal n. 15.

## Storia della pubblicazione

### I Controllori
I Darkstars furono creati e guidati dai Controllori, un gruppo simile ai Guardiani dell'Universo. Sebbene il loro scopo fosse quello di stabilire l'ordine nell'universo, l'antica razza Maltusiana nota come i Controllori erano isolazionsti per natura.

### Creazione
I Controllori crearono NEMO, Network for the Establishment and Maintenance of Order (dall'inglese, Rete per l'Istituzione ed il Mantenimento dell'Ordine). NEMO avrebbe mantenuto i guai della galassia lontani dal dominio dei Controllori. I Controllori non intendevano utilizzare NEMO a beneficio delle altre razze, ma la cosa fu inevitabile. Nel corso dei millenni, i Controllori capirono che avrebbero dovuto avere una posizione più attiva, attaccando il caos alla radice. Nonostante tutto il bene che fecero, vi erano troppi NEMO operativi in troppi posti contemporaneamente. NEMO e i Controllori pianificarono un nuovo modo per portare ordine nell'universo. Crearono i Darkstars. Il primo di questi protettori si chiamava Druu, uno di migliaia a portare il nome di Darkstar.

### Espansione
Il primo Darkstar ad arrivare sulla Terra si chiamava Ferrin Colos. Arrivò sulla Terra mentre seguiva le tracce del super criminale Evil Star. Fu autorizzato a nominare due umani come suoi aiutanti, donando loro uniformi da Darkstar meno potenti.
I Controllori espansero il progetto Darkstar dopo il crollo della Batteria del Potere Centrale del Corpo delle Lanterne Verdi su Oa. A quel punto, i Darkstars trovarono il vuoto lasciato dal fallimento della legione dei Guardiani dell'Universo. Dopo il collasso del Corpo, molte ex Lanterne Verdi servirono nell'organizzazione dei Darkstars. L'ex Lanterna Verde John Stewart fu nominato comandante in campo.

### Morte
Con l'andare del tempo, i Controllori espressero costernazione circa la loro efficacia. Più specificatamente, erano preoccupati che gli agenti potessero perseguire i propri scopi invece di quelli dei Controllori stessi. Così, ritirarono il potere dai Darkstars. Questo rese inutilizzabili la maggior parte delle uniformi dei Darkstar, in quanto basati sull'energia trasmessa dai Controllori. Il costume successivo era autonomo e spontaneo. Molti Darkstars furono uccisi o persero le proprie armature da battaglia in combattimento contro Grayven, figlio di Darkseid, sul pianeta Rann. Grayven azzoppò John Stewart, mettendo a rischio la sua capacità di camminare. La Lanterna Verde Kyle Rayner mise fine alla battaglia, ma i Darkstars erano a brandelli a causa delle varie perdite. Alla fine, solo quattro Darkstars rimasero per aiutare a ricostruire Ranagar.
Successivamente, gli ultimi Darkstars (Mssrs, Ferrin Colos, Chaser Bron & Munchuck) diedero le loro vite per salvare l'universo dall'energia vampira chiamata Starbreaker. Sottrassero una quantità considerabile di potere da lui, che li aiutò a risolvere il problema, ma le loro uniformi si ruppero causando la loro disintegrazione.

### Rinascita?
Nella miniserie del 2006 di Omega Men e Mystery in Space, un'organizzazione chiamata Darkstars era attiva nel sistema Vega, servendo come clero e missionari per Lady Styx. Viene spontaneo pensare che Lady Styx si sia semplicemente appropriata delle vecchie uniformi ed equipaggiamenti dei Darkstars e che le abbia date ai suoi servitori.

### Manhunter
Tra gli equipaggiamenti rubati dalla persecutrice Kate Spencer quando divenne l'ottavo Manhunter, vi è un eso-mantello che originariamente apparteneva ad un Darkstar. Come visto in Manhunter n. 32 (settembre 2008), l'eso-mantello risponde in modo ostile verso lo scarabeo del potere di Blue Beetle Jaime Reyes. Sembra che i Controllori programmarono istintivamente l'odio per l'amuleto nell'eso-mantello, proprio come i Guardiani dell'Universo crearono gli anelli del potere indossati dalle Lanterne Verdi.

## Poteri e abilità
- Gli agenti dei Controllori indossano un'uniforme chiamato "eso-mantello" che fornisce all'indossatore un incredibile potere. Il campo di forza può essere espanso in qualche modo per permettere al Darkstar di proteggersi. Con l'eso-mantello, si possono raggiungere alte velocità durante il volo, sempre sotto la protezione del campo di forza che previene la frizione a contatto con l'aria.
- L'eso-mantello viene equipaggiato con due unità di maser capaci di lanciare colpi energetici con l'accuratezza di un cecchino. I Darkstars venivano alterati chirurgicamente per ottenere il controllo istantaneo dei maser, piuttosto che aspettare quel lasso di tempo infinitesimale del tempo di reazione che deriva dall'indossare la versione da cerimonia dell'eso-mantello.
- Sebbene i Darkstars possano operare nello spazio, per i viaggi più lunghi viene loro fornito un incrociatore spaziale personale, chiamato affettuosamente "trampolino da pozzanghera". In aggiunta, l'incrociatore più grosso e provvisto di propulsori dei NEMO, è capace di trasportare una squadra di Darkstars. Con gli incrociatori, i Darkstars possono operare nelle grandi distanze, indipendentemente dal mondo dei Controllori. La differenza tra i Controllori e i Darkstars è che questi ultimi devono agire per conto dei primi. Le decisioni devono essere prese senza esitazioni.
- Un eso-mantello parzialmente funzionale dei Darkstars entrò in possesso della persecutrice federale Kate Spencer, che utilizzò le sue abilità psichiche per divenire un Manhunter.